# Itacambira
Itacambira là một đô thị thuộc bang Minas Gerais, Brasil. Đô thị này có diện tích 1788,052 km², dân số năm 2007 là 5018 người, mật độ 2,5 người/km².